# Михайло (Стадницький)
Миха́йло Стадни́цький гербу Шренява (світське ім'я Матвій Костянтин Стадницький, пол. Michał (Mateusz Konstanty) Stadnicki herbu Szreniawa; (1747 — 26 червня 1797) — єпископ Української греко-католицької церкви; з 5 січня 1787 року — єпископ Луцький і Острозький.

## Життєпис
Вивчав логіку та фізику в Колегії Піярів в Подолинцю і Межирічу-Корецькому, богослів'я в Колегії Піярів в Жешуві, з 1772 року навчався в Краківському Університеті. Доктор теології.
2 січня 1783 року владика Кипріян Стецький обрав Михайла Стадницького як свого коад'ютора. 30 березня 1784 року Папа підтвердив цей вибір. Михайло Стадницький був латинського обряду. Після обрання на коад'ютора Луцької єпархії він склав обіти у василіянському монастирі. Після смерті владики Кипріяна Стецького став єпископом Луцьким і Острозьким 5 січня 1787 року. Покинув престол у 1791 рокі й повернувся у монастир. Помер 26 червня 1797 року.